# 나도야 간다 (드라마)
《나도야 간다》는 2006년 5월 19일부터 2006년 8월 4일까지 방영된 SBS 금요드라마이다.

## 기획 의도
세 자매를 둘러싼 가족 간의 사랑과 삶 이야기를 그린 드라마

## 등장 인물

### 주요 인물
- 김미숙 : 행숙 역
- 정보석 : 현수 역
- 이청아 : 다슬 역
- 정선경 : 경숙 역

### 그 외 인물
- 오대규 : 정완 역
- 유서진 : 효숙 역
- 김정현 : 상민 역
- 강부자 : 박씨 역
- 박주아 : 최 여사 역
- 양정아 : 민정 역
- 이자영 : 유라 역
- 전희주 : 정연 역
- 오민석 : 광수 역
- 이동호 : 보람 역
- 김가람 : 혜진 역
- 채은주

## 결방
- 2006년 7월 21일 : 대종상 영화제 편성으로 인해 결방[1]

## 참고 사항
- 2006년 6월 16일에는 9시 40분부터 2006년 FIFA 월드컵 아시아 최종예선 <아르헨티나 VS 세르비아> 중계가 편성되어 1회만 방송됐다.[2]
- 당초 2006년 5월 12일 첫 방송 예정이었으나 준비 미비로 어려움을 겪어왔고 이에 SBS는 금요드라마 시간에 특선영화 <천군>을 편성했으며[3] <나도야 간다>는 5월 19일에 첫방송됐다.
- 아내 앞에서 당당하게 다른 여자와 침대에 누워있는 장면 설정 등의 자극적인 내용이 지적됐다.[4]